# Miracle en Alabama
Miracle en Alabama (The Miracle Worker) est une pièce de théâtre de William Gibson créée en 1959 au Playhouse Theatre de Broadway (New York).

## Argument
La vie de Helen Keller née aveugle et sourde et de son éducatrice Anne Sullivan.

## Distinctions
- Tony Awards 1960[1]
  - Tony Award de la meilleure pièce
  - Tony Award de la meilleure actrice dans une pièce pour Anne Bancroft
  - Tony Award de la meilleure mise en scène pour une pièce pour Arthur Penn
  - Tony Award du meilleur technicien de scène pour John Walters
  - Theatre World Award pour Patty Duke

## Adaptations au cinéma et à la télévision
- 1957 : The Miracle Worker, téléfilm d'Arthur Penn pour la série Playhouse 90(épisode 19, saison 1), avec Teresa Wright et Patty McCormack
- 1962 : Miracle en Alabama, film d'Arthur Penn (1962) qui reçoit l'Oscar de la meilleure actrice pour Anne Bancroft et l'Oscar de la meilleure actrice dans un second rôle pour Patty Duke
- 1979 : Miracle en Alabama, téléfilm de Paul Aaron, avec Patty Duke et Diana Muldaur
- 2000 : The Miracle Worker (épisode 4, saison 4 de la série Le Monde merveilleux de Disney), téléfilm de Nadia Tass, avec Alison Elliott et Hallie Eisenberg